# Clanis
Clanis es un género de mariposa perteneciente a la familia Sphingidae.

## Especies
- Clanis baratana -  Brechlin, 1998
- Clanis bilineata - (Walker 1866)
- Clanis deucalion - (Walker 1856)
- Clanis euroa - Rothschild & Jordan 1903
- Clanis hyperion - Cadiou & Kitching 1990
- Clanis mahadeva - Gehlen, 1935
- Clanis mcguirei - Eitschberger, 2004
- Clanis negritensis - Hoegenes & Treadaway 1993
- Clanis orhanti - Haxaire, 2001
- Clanis peterseni - Eitschberger, 2004
- Clanis phalaris - (Cramer 1777)
  - Clanis phalaris cottoni - Kitching & Haxaire, 2004
- Clanis pratti - Joicey & Talbot 1921
  - Clanis pratti okurai - Cadiou & Holloway, 1989
- Clanis schwartzi - Cadio 1993
- Clanis stenosema - Rothschild & Jordan 1907
- Clanis surigaoensis - Clark 1928
- Clanis thailandica - Eitschberger, 2004
- Clanis titan - Rothschild & Jordan 1903
- Clanis undulosa - Moore 1879
  - Clanis undulosa gigantea - Rothschild, 1894
  - Clanis undulosa roseata - Mell, 1922

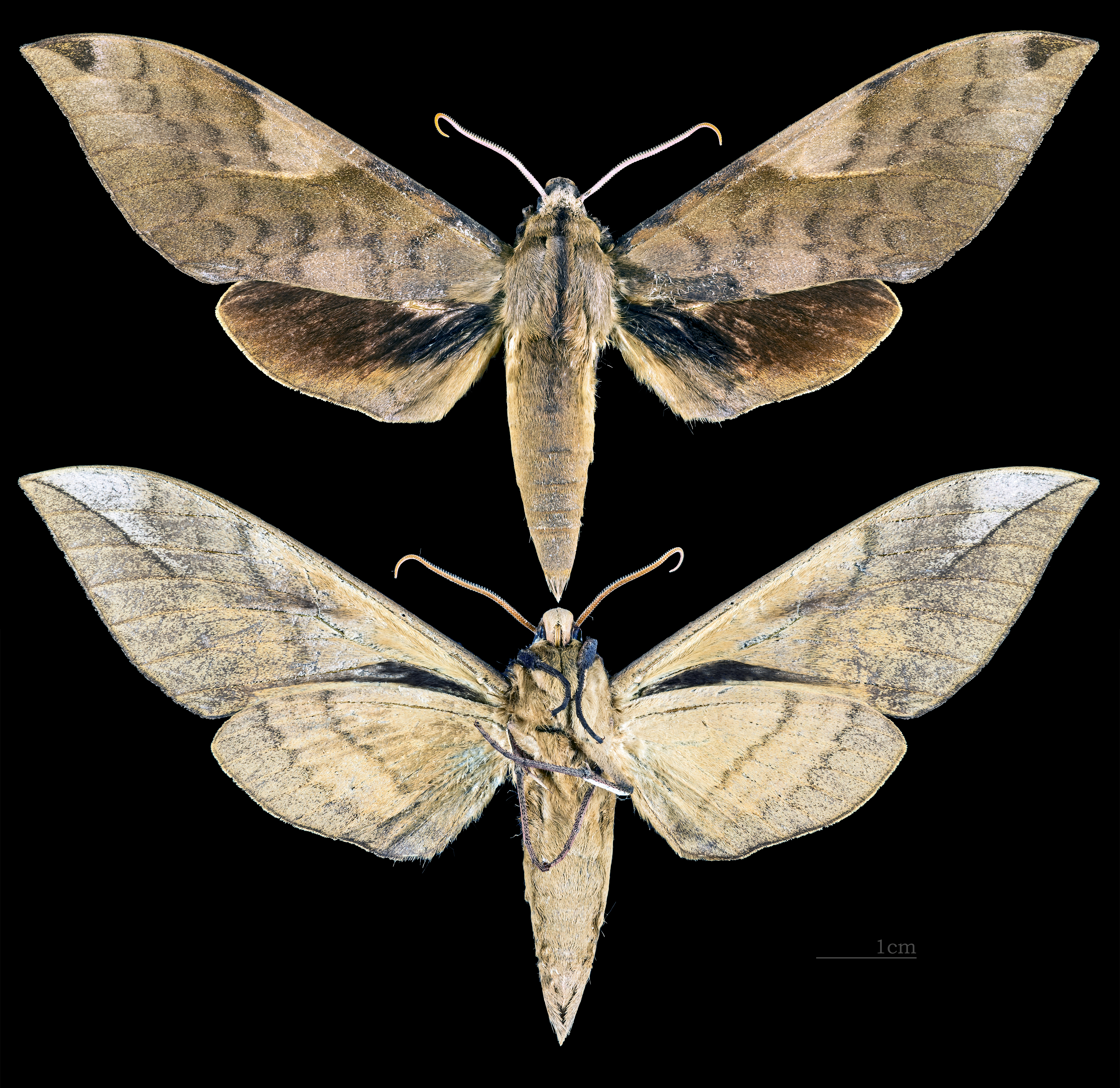
Clanis bilineata
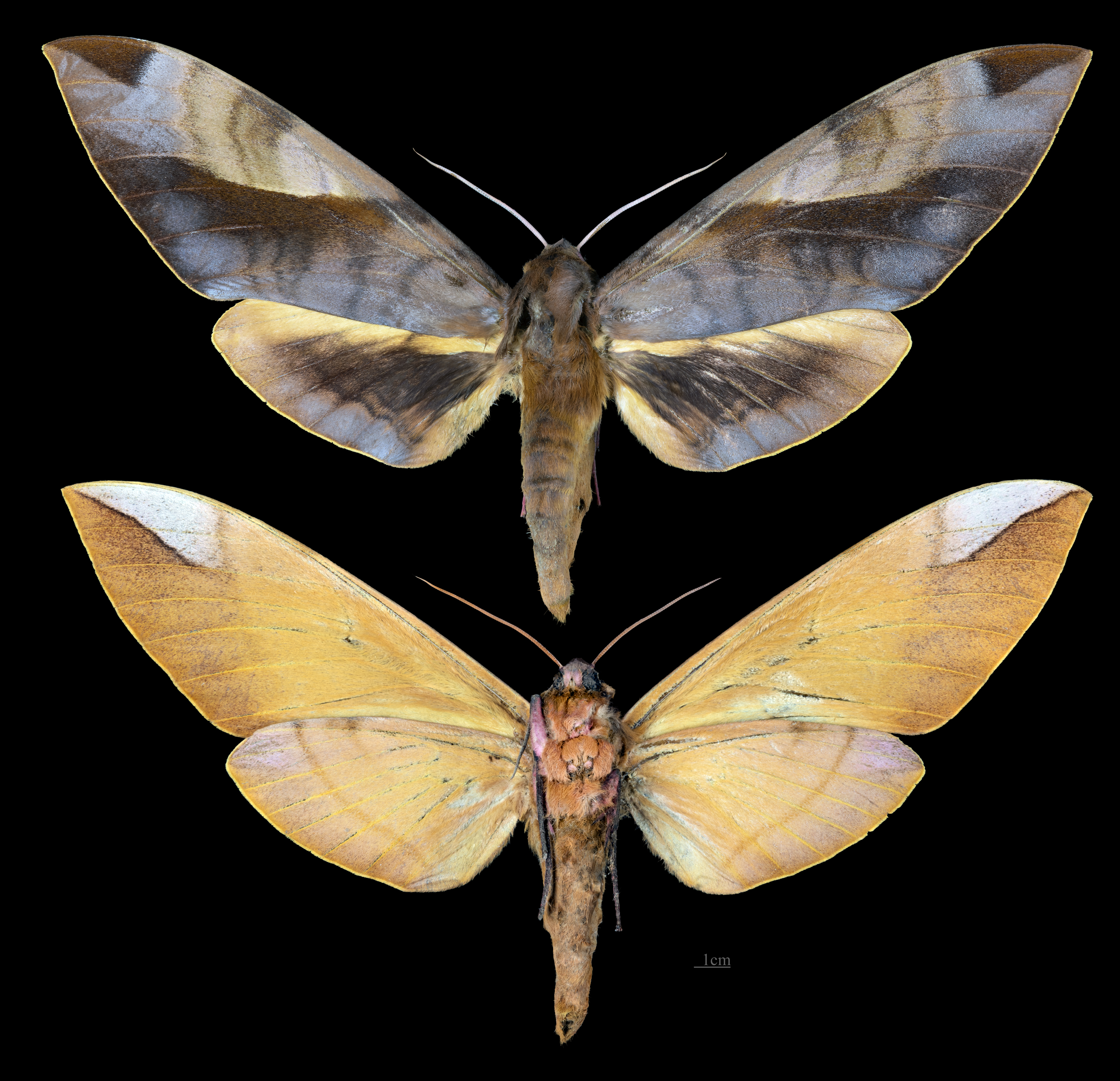
Clanis hyperion
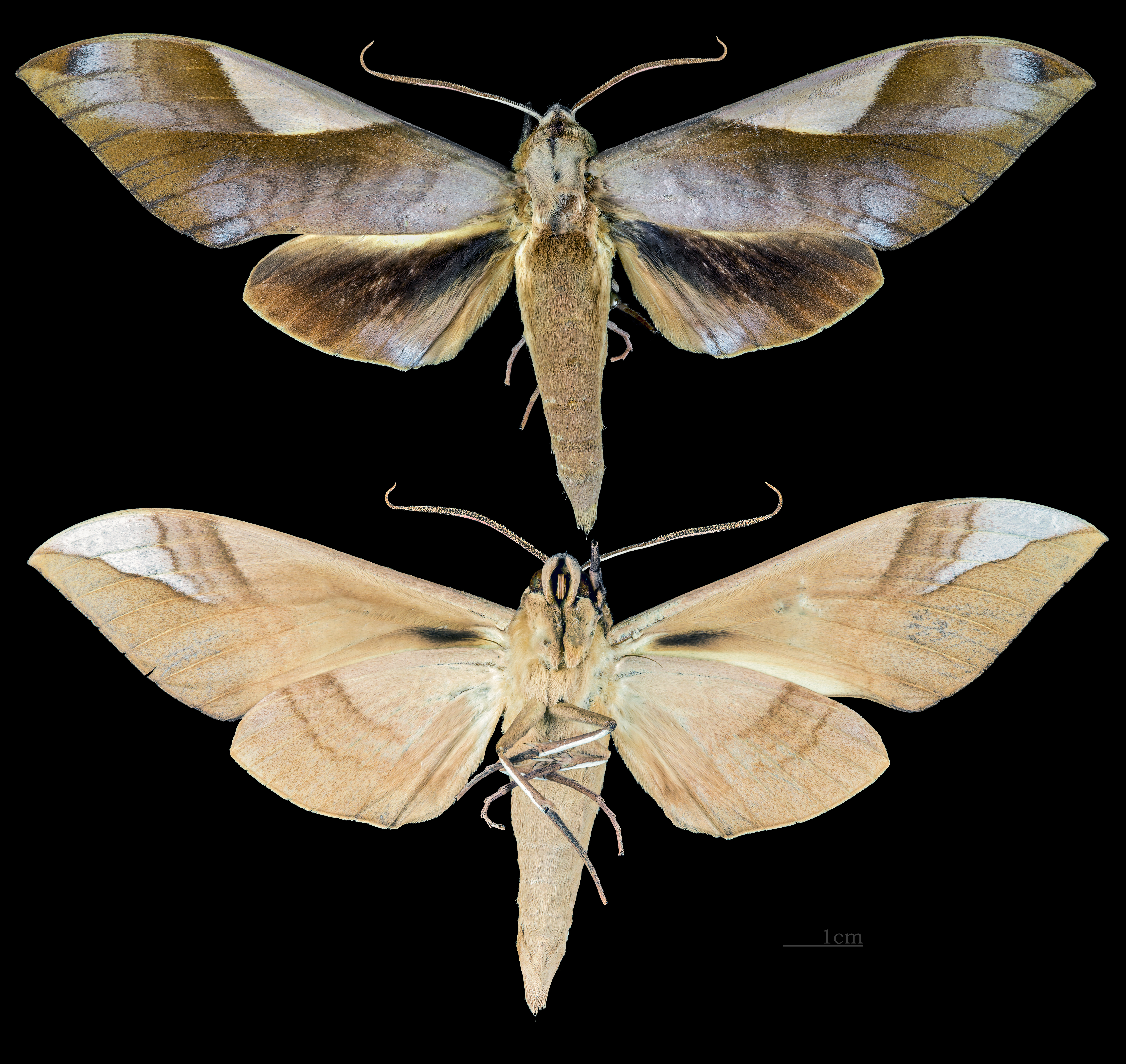
Clanis pratti
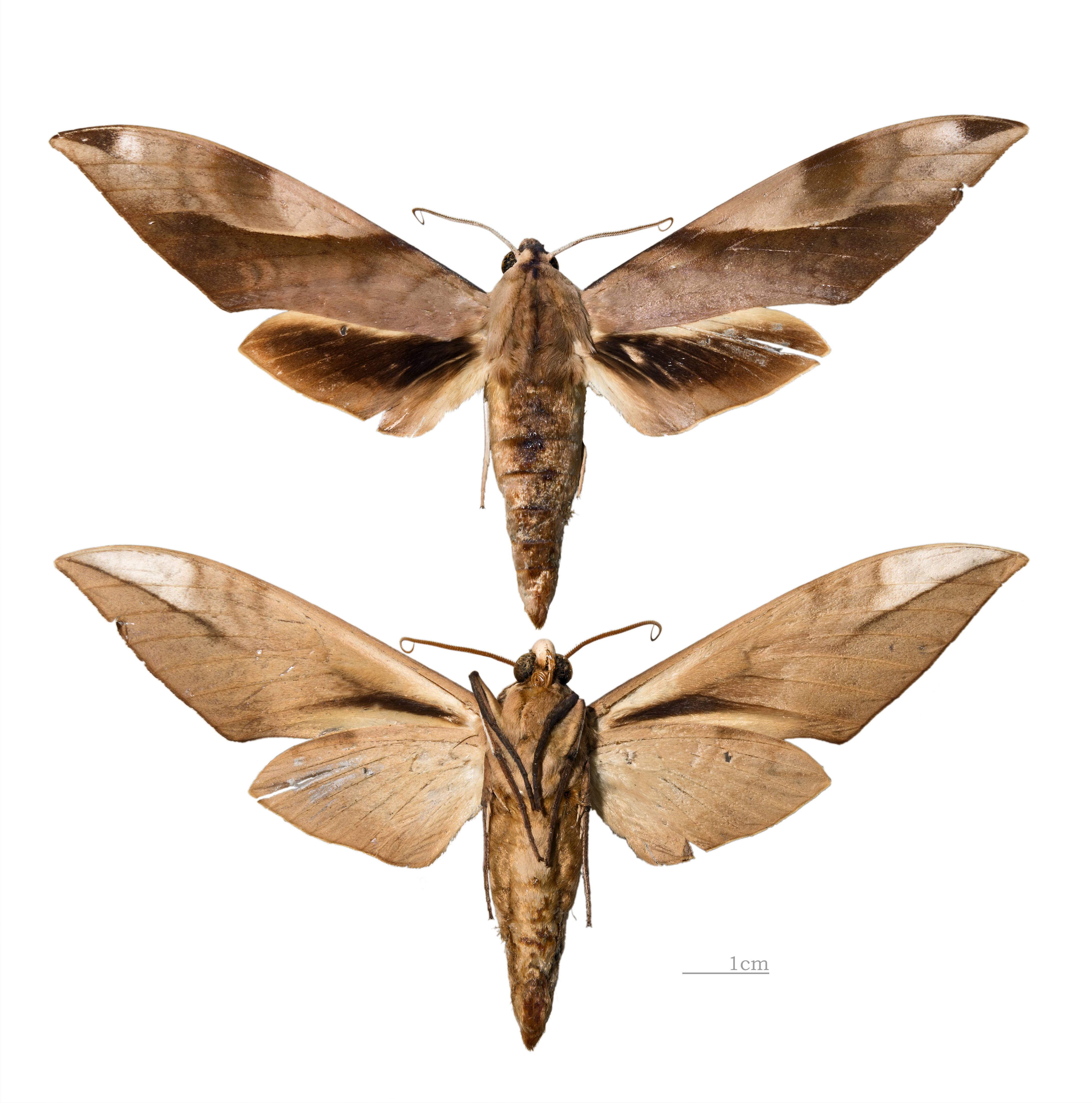
Clanis schwartzi
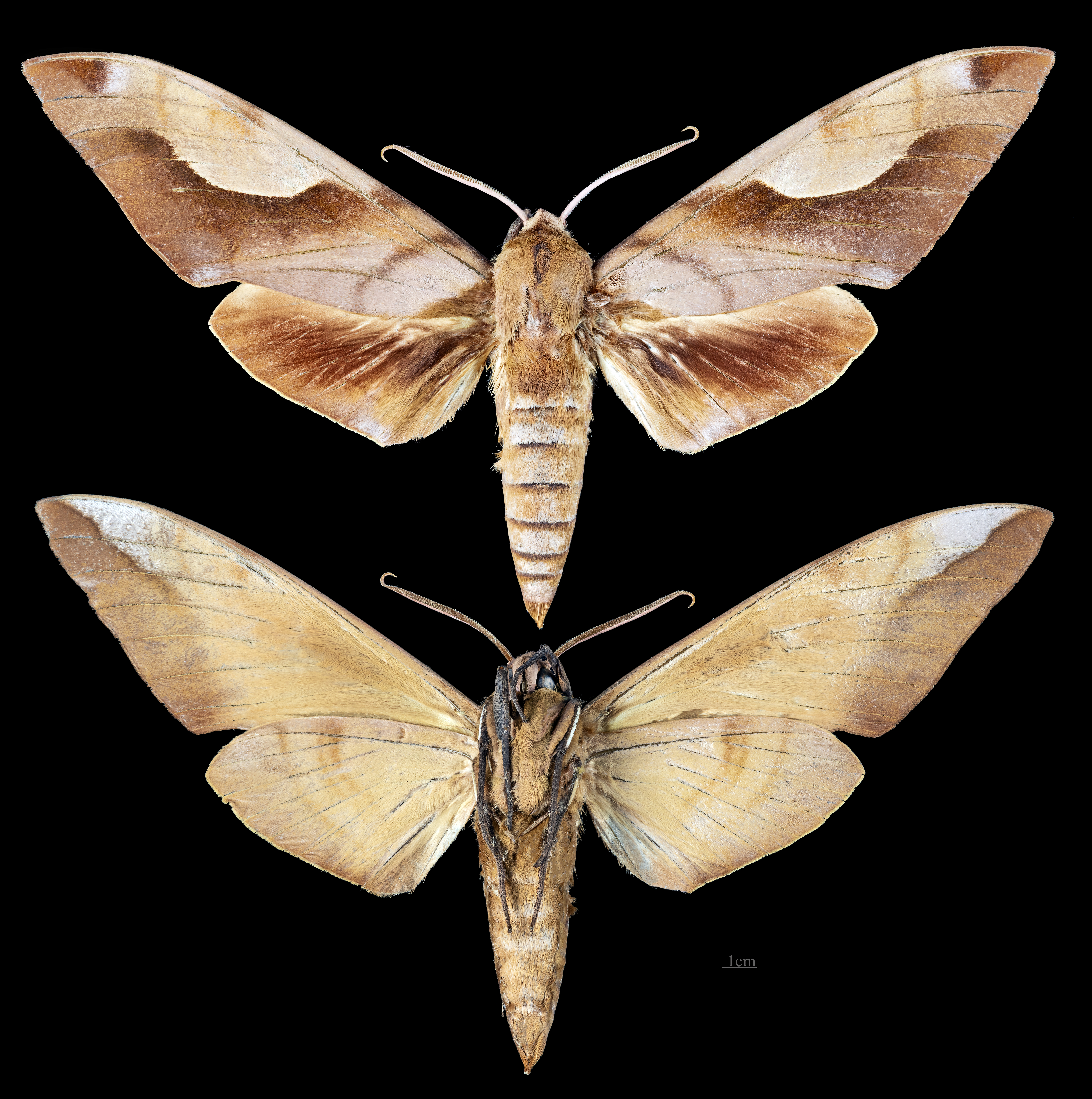
Clanis titan
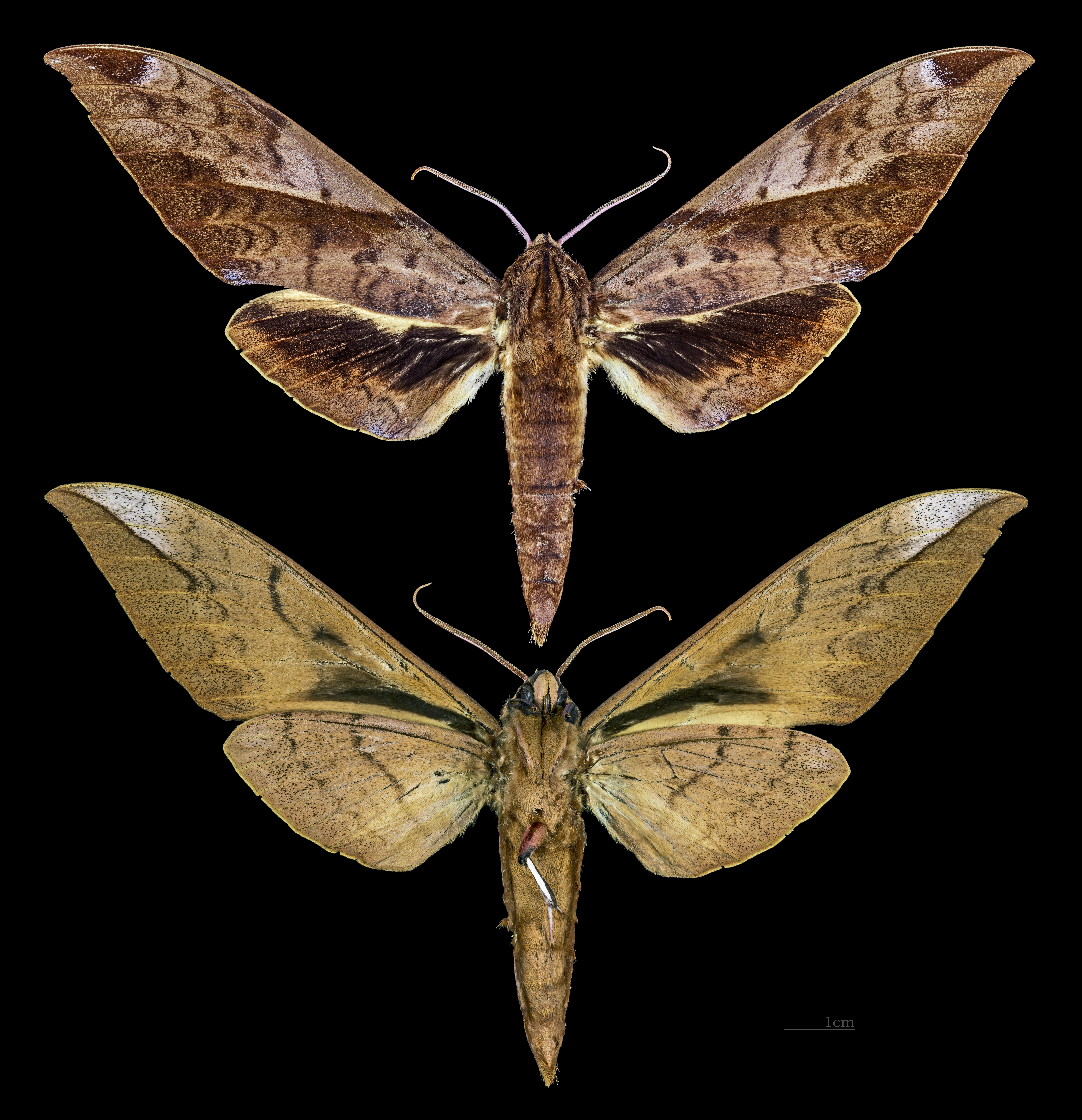
Clanis undulosa